# Raio (fiume)
Il fiume Raio è un affluente di destra del fiume Aterno-Pescara.

## Descrizione
Nasce alle pendici del gruppo montuoso Monte San Rocco-Monte Cava, vicino al confine tra Abruzzo e Lazio, ad un'altitudine di circa 1450 m s.l.m.. Ridiscende quindi la valle di Tornimparte da sud a nord, costeggiando l'autostrada A24 e venendo ingrossato da numerosi torrenti affluenti, tra cui il torrente Rio proveniente dalla vallata di Lucoli ed entra nella conca aquilana presso Sassa. Qui ruota il suo corso dirigendosi verso est, attraversa il nucleo commerciale ed industriale di Pile, ad ovest della città dell'Aquila, e si immette nell'Aterno.
Il bacino del Raio ha una superficie di circa 230 km², interamente compresi nella provincia dell'Aquila tra i territori di Tornimparte, Scoppito, Lucoli e L'Aquila, ed è caratterizzato da elevate pendenze e da una bassa permeabilità del suolo. È quindi, con il Sagittario, il principale responsabile degli eventi di piena dell'Aterno-Pescara; la zona di maggiore criticità è presso il nucleo commerciale ed industriale di Pile appena a monte della confluenza del Raio con l'Aterno. Un evento alluvionale con queste caratteristiche si è verificato nel dicembre 2010.